# Claudio Rossi
Claudio Paolo Achille Rossi (Carpi, 1850 - Alassio, 1935) foi um arquiteto, cenógrafo, decorador, empresário do Theatro São José, com grande prestígio, italiano radicado no Brasil. Associando-se ao escritório de Ramos de Azevedo, em São Paulo, Rossi é tido como o autor do projeto do Teatro Municipal de São Paulo, em 1903, ao lado do também italiano Domiziano Rossi.
Antes disso, colaborou com Almeida Júnior na decoração da antiga Catedral da Sé. Empresta hoje seu nome a uma rua do bairro de Vila Mariana, na zona sul paulistana.